# Список объектов всемирного наследия ЮНЕСКО на Ямайке
В спи́ске объе́ктов Всеми́рного насле́дия ЮНЕ́СКО на Яма́йке значится 1 наименование (на 2016 год), это составляет 0,1 % от общего числа (1248 на 2025 год). Единственный объект включён по смешанным критериям, причем он же признан природным феноменом исключительной красоты и эстетической важности (критерий vii). Кроме этого, по состоянию на 2016 год, 2 объекта на территории государства находятся в числе кандидатов на включение в список всемирного наследия, оба — по культурным. Ямайка ратифицировала Конвенцию об охране всемирного культурного и природного наследия 14 июня 1983 года.

## Список
В данной таблице объекты расположены в порядке их добавления в список всемирного наследия ЮНЕСКО.
| # | Изображение | Название                                                                                              | Местоположение                                                                  | Время создания | Год внесения в список | №    | Критерии    |
| - | ----------- | --- | ------------------------------------------------------------------------------- | -------------- | --------------------- | ---- | ----------- |
| 1 |             | Национальный парк в горах Блу-Маунтинс и Джон-Кроу (англ. Blue and John Crow Mountains National Park) | Графства: Мидлсекс, Суррей Приходы: Сент-Мэри, Портленд, Сент-Андру, Сент-Томас | 1950 1993      | 2015                  | 1356 | iii, vii, x |

## Предварительный список
В таблице объекты расположены в порядке их добавления в предварительный список.
| # | Изображение | Название                                                             | Местоположение                                 | Время создания | Год внесения в предварительный список | №    | Критерии    |
| - | ----------- | -------------------------------------------------------------------- | ---------------------------------------------- | -------------- | ------------------------------------- | ---- | ----------- |
| 1 |             | Подводный город Порт-Ройал (англ. The Underwater City of Port Royal) | Графство: Суррей Приходы: Кингстон, Сент-Андру | 1518 1692      | 2009                                  | 5430 | iv, v, vi   |
| 2 |             | Культурно-исторический парк Севилл (англ. Seville Heritage Park)     | Графство: Мидлсекс Приход: Сент-Анн            | 1509           | 2009                                  | 5431 | ii, iii, iv |